# Раул Албиол
Раул Албиол Тортахада (на испански: Raúl Albiol Tortajada) е испански национален футболист, централен защитник, който играе за Виляреал.
С националния отбор на Испания става световен шампион и 2 пъти европейски шампион, като спечелва последователно три основни шампионата – ЕП-2008, СП-2010 и ЕП-2012.

## Кариера

### Валенсия
Албиол започва професионалната си кариера във Валенсия.

### Реал Мадрид
През лятото на 2009 г. Реал го привлича в състава си за сумата от 15 милиона евро.

### Наполи
На 21 юли 2013 г. Реал Мадрид съобщават, че са направили сделка с италианския Наполи за Албиол на стойност 12 милиона евро. Той подписва четиригодишен договор с италианския отбор и отначало носи фланелка с номер 2, а след това 33. 